# Murter (eiland)
Murter is een eiland gelegen in de Adriatische Zee, voor de kust bij de stad Šibenik. Het is het grootste en dichtst bij het land gelegen eiland voor die kust, behorende tot de Šibenik archipel. Murter behoort tot Kroatië.
Er zijn 4 toeristische plaatsen op het eiland:
- Betina (noordwest)
- Murter (noordwest)
- Jezera (oost)
- Tisno (oost)

## Algemeen
Enkele mooie zandstranden op het eiland zijn: Slanica, Kosirina, Podvrske, Cigrada. Het eiland heeft een goede ligging doordat het tevens dicht bij de Nationale Parken (Kornati, Krka) en de historische stad Šibenik ligt. Het grotere gedeelte van het eiland is bedekt met oude olijf- en vijgebomen, welke de traditionele cultuur vormen van de bewoners. Sinds de Prehistorie is het hier al bevolkt geweest en dat bewijzen de ruïnes van de oude Romeinse stad Colentium.
Het eiland is bij de plaats Tisno via een brug verbonden met het vasteland. Murter en de Kornati archipel bestaan uit zo'n 140 eilanden, kliffen, riffen en rotsen.